# Наронович-Наронский, Юзеф
Юзеф (Иосиф) Нароно́вич-Наро́нский (1610—1678) — инженер, картограф и историк Литовско-Русской державы. Протестант по вероисповедания, считал себя русином.

## Биография
Учился в кальвинистской гимназии в Кедайнах, Академии в польском Ракове и, возможно, в Лейдене (Нидерланды).
Помимо польского, владел латынью, французским, голландским и немного немецким языками.
В 1639-1640 гг. — проводил картографические работы на Украине.
С 1644 года на службе у Януша Радзивилла, составил план местечка Любча и окрестностей.
В 1645—1653 годах проводил геодезические работы и составил планы имений, принадлежащих Радзивиллу: Свядость, Меречь, Вижуны, Кейданы, Аванты, Биржи, Делятичи (возле Любчи), острова на оз. Дрисвяты. Карты обычно выполнял в масштабе 1:50 000.
В 1658 г. поселился в Пруссии после постановления сейма об изгнании польских братьев из Речи Посполитой. Главным заказчиком картографических работ был курфюрст Фридрих Вильгельм. Наронович-Наронский занимал должность гражданского инженера и географа курфюрста. При проведении картографических работ ему помогал сын Ян Юзеф (ум. в 1672), с 1672 г. — Андрей Войновский. Наронович также сотрудничал с Самуилом Суходольцем (Суходольским), который позднее владел имением Старая Ружанка.
В мае 1659 г. выполнил карту озера Дружно, позднее — карты Вислинского и Куршского заливов.
В Пруссии создал «Генеральную карту Восточной Пруссии». Подготовил проект прокладки каналов для соединения Больших Мазурских озер, а также соединения рек Деймы и Немана с рекой Прегель. Фотокопии его карт хранятся в Центре научных исследований им. Войцеха Кентшиньского в Ольштыне. 
Выполнил архитектурный проект по строительство дворца в Просьне.
Умер в 1678 в г. Щитно (нем. Ortelsburg). Погребением Нароновича занимался Збигнев Морштын из Рудавки.